# Прапор Шкільного
Прапор Шкільного — офіційний символ селища Шкільне (Сімферопольського району АРК), затверджений рішенням Шкільненської селищної ради від 23 серпня 2007 року.

## Опис прапора
Прямокутне червоне полотнище із співвідношенням сторін 2:3, від древкової до середини вільної частини йде синій клин, облямований білою каймою. На синьому фоні летить білий голуб, повернутий до білої 4-променевої зірки, в якої правий промінь більший від інших.